# Cricket Ground w Roseau
Cricket Ground – stadion znajdujący się w Roseau, stolicy Dominiki. Używany jest do meczów krykieta. Mieści 1000 osób.